# Cajsa Andersson
Cajsa Andersson, född 19 januari 1993, är en svensk fotbollsmålvakt som spelar för Linköping FC i Damallsvenskan.

## Klubbkarriär

### Älta IF
Andersson började spela fotboll som femåring i Älta IF. Säsongen 2013 spelade hon 25 matcher i Elitettan. Följande säsong spelade Andersson 26 ligamatcher.

### Linköping FC
I november 2014 värvades Andersson av Linköping FC. Hon gjorde allsvensk debut den 30 juli 2015 i en 1–0-förlust mot Kopparbergs/Göteborg FC. Andersson spelade endast en ligamatch säsongen 2015 och var under resten av säsongen andremålvakt bakom amerikanska Katie Fraine.
Säsongen 2016 valde tränaren Martin Sjögren att satsa på Andersson som förstemålvakt. Hon spelade samtliga 22 ligamatcher då Linköping FC lyckades vinna SM-guld. Säsongen 2017 spelade Andersson 20 ligamatcher och tog ännu ett SM-guld med klubben.

### Piteå IF
I november 2017 värvades Andersson av Piteå IF, där hon skrev på ett ettårskontrakt med option på ytterligare ett år. Andersson spelade samtliga 22 ligamatcher under säsongen 2018 och var med och tog sitt tredje SM-guld på lika många år.

### Återkomst i Linköping FC
I november 2019 återvände Andersson till Linköping FC, där hon skrev på ett tvåårskontrakt. I november 2021 förlängde Andersson sitt kontrakt med ett år. I november 2022 förlängde hon sitt kontrakt med två år. I december 2024 förlängde Andersson sitt kontrakt med ett år samt med en option på ytterligare ett år.

## Landslagskarriär
Andersson debuterade för Sveriges U19-landslag den 4 juni 2016 i en 1–0-förlust mot England. I september 2018 blev Andersson för första gången uttagen i A-landslaget till träningsmatcherna mot Norge och Italien i oktober 2018. Hon spelade dock inte i någon av landskamperna, utan debut kom istället den 22 januari 2019 i en 0–0-match mot Sydafrika.

## Karriärstatistik
| Klubb              | Säsong             | Liga               | Liga    | Liga | Svenska cupen Supercupen | Svenska cupen Supercupen | Champions League | Champions League | Totalt  | Totalt |
| Klubb              | Säsong             | Division           | Matcher | Mål  | Matcher                  | Mål                      | Matcher          | Mål              | Matcher | Mål    |
| ------------------ | ------------------ | ------------------ | ------- | ---- | ------------------------ | ------------------------ | ---------------- | ---------------- | ------- | ------ |
| Älta IF            | 2013               | Elitettan          | 25      | 0    | 1                        | 0                        | —                | —                | 26      | 0      |
| Älta IF            | 2014               | Elitettan          | 26      | 0    | 2                        | 0                        | —                | —                | 28      | 0      |
| Älta IF            | Totalt             | Totalt             | 51      | 0    | 3                        | 0                        | —                | —                | 54      | 0      |
| Linköping FC       | 2015               | Damallsvenskan     | 1       | 0    | 3                        | 0                        | 0                | 0                | 4       | 0      |
| Linköping FC       | 2016               | Damallsvenskan     | 22      | 0    | 4                        | 0                        | —                | —                | 26      | 0      |
| Linköping FC       | 2017               | Damallsvenskan     | 20      | 0    | 5                        | 0                        | 4                | 0                | 29      | 0      |
| Linköping FC       | Totalt             | Totalt             | 43      | 0    | 12                       | 0                        | 4                | 0                | 59      | 0      |
| Piteå IF           | 2018               | Damallsvenskan     | 22      | 0    | 2                        | 0                        | —                | —                | 24      | 0      |
| Piteå IF           | 2019               | Damallsvenskan     | 22      | 0    | 3                        | 0                        | 2                | 0                | 27      | 0      |
| Piteå IF           | Totalt             | Totalt             | 44      | 0    | 5                        | 0                        | 2                | 0                | 51      | 0      |
| Linköping FC       | 2020               | Damallsvenskan     | 15      | 0    | 1                        | 0                        | —                | —                | 16      | 0      |
| Linköping FC       | 2021               | Damallsvenskan     | 13      | 0    | 4                        | 0                        | —                | —                | 17      | 0      |
| Linköping FC       | 2022               | Damallsvenskan     | 26      | 0    | 2                        | 0                        | —                | —                | 28      | 0      |
| Linköping FC       | 2023               | Damallsvenskan     | 26      | 0    | 3                        | 0                        | 2                | 0                | 31      | 0      |
| Linköping FC       | 2024               | Damallsvenskan     | 26      | 0    | 4                        | 0                        | 2                | 0                | 32      | 0      |
| Linköping FC       | Totalt             | Totalt             | 106     | 0    | 14                       | 0                        | 4                | 0                | 124     | 0      |
| Totalt i karriären | Totalt i karriären | Totalt i karriären | 244     | 0    | 34                       | 0                        | 10               | 0                | 288     | 0      |

1. ↑  Tre matcher i Svenska cupen, en match i Supercupen

## Meriter
Linköping FC
- Damallsvenskan: 2016, 2017
- Svenska cupen: 2014/2015

Piteå IF
- Damallsvenskan: 2018